# 1-naftylamine
1-naftylamine is een organische verbinding met als brutoformule C10H9N. De stof komt voor als witte naaldvormige kristallen met een onaangename geur, die onoplosbaar zijn in water. Het sublimeert snel en bij blootstelling aan licht, lucht of vocht worden de kristallen rood tot bruin. 1-naftylamine behoort tot de klasse der aromatische amines.

## Synthese
1-naftylamine kan bereid worden door een reductie van 1-nitronaftaleen met ijzer en zoutzuur bij een temperatuur van 70°C. Vervolgens wordt dit mengsel geneutraliseerd met een verzadigde calciumhydroxide-oplossing en gestoomdestilleerd.

## Toepassingen
1-naftylamine wordt gebruikt bij de productie van stikstofbevattende kleurstoffen (zogenaamde azopigmenten). In het laboratorium wordt het, in combinatie met Lunges reagens, gebruikt voor het aantonen van nitrieten:
De ontstane verbinding is een diazokleurstof.

## Toxicologie en veiligheid
De stof ontleedt bij verbranding, met vorming van stikstofoxiden en koolstofmonoxide. 1-naftylamine is een zwakke base.
De stof is matig irriterend voor de ogen en de huid. Ze kan effecten hebben op het bloed, met als gevolg de vorming van methemoglobine.